# Head or Heart
Head or Heart é o segundo álbum de estúdio da cantora norte-americana Christina Perri. O seu lançamento ocorreu em 1 de abril de 2014 pela Atlantic Records. Perri começou a escrever para o disco em 2013, resultando em 49 canções não finalizadas, com 13 delas sendo escolhidas para o alinhamento final de faixas. Originalmente, o lançamento do projeto foi programado para 11 de março de 2014, mas acabou sendo lançado em 1 de abril.

## Antecedentes
Durante uma entrevista em abril de 2014, Perri descreveu a pressão em torno da escrita de seu segundo trabalho como inevitável, afirmando: "Eu tive que me enganar completamente, ser honesta, e fingir que absolutamente ninguém iria ouvir". A primeira música que ela escreveu para o álbum foi uma canção chamada "Trust" que, de acordo com Perri, foi a inspiração para o resto do álbum. Ela escreveu o álbum sozinha por três meses e, em seguida, juntamente com outros compositores, por mais três meses, e gravou um total de 49 canções que ela teve de escolher para o corte final do álbum em maio de 2013. Em 11 de novembro de 2013, Perri anunciou que seu primeiro single de seu novo álbum, chamado "Human", seria lançado no iTunes em 18 de novembro de 2013. Em 28 de novembro de 2013, Perri revelou que seu segundo álbum seria intitulado Head or Heart e seria lançado em março de 2014.

## Gravação e produção
O álbum foi gravado em 2013 com os produtores Martin Johnson, Jake Gosling, John Hill e Butch Walker. Perri gravou nove canções do álbum com Gosling perto de Londres durante um período de oito semanas antes de retornar a Los Angeles para gravar as quatro faixas restantes. Durante uma entrevista de dezembro de 2013 concedida para Radio.com, ela revelou que havia trabalhado com Ed Sheeran em uma faixa chamada "Be My Forever". Ela afirmou:
Eu estava mais apaixonada do que já estive em toda a minha vida, o que é bom, porque eu sabia que havia uma canção feliz dentro de mim. Por mais que eu ame as falsas coisas do coração, eu não queria forçar uma música feliz, e eu acho que você sempre pode dizer quando uma música é falsa. Eu me lembro de ir ao estúdio com esse cara e ele olhando para mim, e eu estava brilhando. E eu estava tipo, "eu sinto muito, estou apaixonada, isso vai ser horrível, nunca vamos escrever uma música".

## Divulgação
Em função de promover o álbum, Perri embarcou em uma turnê de dois meses pela América do Norte. A Head or Heart Tour ocorreu na primavera de 2014, a partir de 04 de abril até 26 de maio: começou em Denver, Colorado, e terminou em Vancouver, British Columbia, Canadá.

## Singles
A canção "Human" foi lançada como o primeiro single do álbum em 18 de novembro de 2013. Em junho de 2014, o single vendeu mais de um milhão de cópias digitais nos Estados Unidos. "Burning Gold" foi lançada como o segundo single no Reino Unido em 9 de junho de 2014. O vídeo musical estreou em 1 de agosto de 2014. O terceiro e último single, "The Words", foi lançado em 26 de janeiro de 2015 juntamente do vídeo musical, que foi dirigido por Philippe Paillé e estrelado por Colin O'Donoghue.

## Recepção

### Comercial
Head or Heart estreou na posição de número 4 na tabela musical Billboard 200, vendendo 40,000 cópias na primeira semana de lançamento.

### Crítica
Após a sua libertação, Head ou Heart foi recebido com opiniões geralmente mixadas de críticos de música. James Christopher Monger of AllMusic concedeu ao álbum 3.5 estrelas de 5, descrevendo-o como "mais confiante como o álbum de estreia, mantendo grande parte da vulnerabilidade". Escrevendo para o The Guardian, Phil Mongredien concedeu 2 de 5 estrelas, afirmando que o disco é "cheio de baladas grandes e sérias, que — com a exceção de 'Sea of Lovers' — são mais competentes do que cativantes".

## Alinhamento de faixas
| N.º | Título                           | Compositor(es)                         | Produtor(es)            | Duração |  |
| 1.  | "Trust"                          | Christina Perri                        | Jake Gosling            | 3:32    |  |
| 2.  | "Burning Gold"                   | Perri, Kid Harpoon                     | John Hill, Butch Walker | 3:45    |  |
| 3.  | "Be My Forever" (com Ed Sheeran) | Perri, Jamie Scott                     | Gosling                 | 3:20    |  |
| 4.  | "Human"                          | Perri, Martin Johnson                  | Johnson                 | 4:10    |  |
| 5.  | "One Night"                      | Perri, Kevin Griffin                   | Gosling                 | 3:06    |  |
| 6.  | "I Don't Wanna Break"            | Perri, Jack Antonoff                   | Antonoff, Hill          | 3:53    |  |
| 7.  | "Sea of Lovers"                  | Perri, Jim Eliot                       | Gosling                 | 3:37    |  |
| 8.  | "The Words"                      | Perri, David Ryan Harris, David Hodges | Walker                  | 4:14    |  |
| 9.  | "Lonely Child"                   | Perri, Griffin                         | Gosling                 | 3:45    |  |
| 10. | "Run"                            | Perri                                  | Gosling                 | 4:20    |  |
| 11. | "Butterfly"                      | Perri                                  | Gosling                 | 3:47    |  |
| 12. | "Shot Me in the Heart"           | Perri, Scott                           | Gosling                 | 3:43    |  |
| 13. | "I Believe"                      | Perri, Hodges                          | Gosling                 | 4:41    |  |

## Desempenho nas tabelas musicais

### Posições
| Tabela musical (2014)                 | Melhor posição |
| ------------------------------------- | -------------- |
| Alemanha (Offizielle Deutsche Charts) | 72             |
| Austrália (ARIA)                      | 23             |
| Áustria (Ö3 Austria Top 40)           | 41             |
| Bélgica (Ultratop Flandres)           | 80             |
| Bélgica (Ultratop Valônia)            | 130            |
| Canadá (Billboard)                    | 6              |
| Escócia (Official Scottish Albums)    | 9              |
| Estados Unidos (Billboard 200)        | 4              |
| Hungria (MAHASZ)                      | 27             |
| Irlanda (IRMA)                        | 14             |
| Países Baixos (Dutch Charts)          | 44             |
| Reino Unido (UK Albums Chart)         | 8              |
| Suíça (Schweizer Hitparade)           | 16             |